# Listă de cântăreți români de folk
Aceasta este o listă de cântăreți români de muzică folk, ordonată alfabetic după numele de familie sau mononim.

## A
- Erzsébet Ádám (1947 – 2015)
- Dan Andrei Aldea (1950 – 2020)
- Zoia Alecu (n.1956)
- Nicu Alifantis (n.1954)
- Alexandru Andrieș (n.1954)
- Adriana Ausch (n.1953)

## B
- Mircea Baniciu (n.1949)
- Ducu Bertzi (n.1955)

## C
- Anda Călugăreanu (1946–1992)
- Dan Chebac (n.1952)
- Florin Chilian (n.1968)
- Gelu Colceag (n.1949)
- Ioana Crăciunescu (n.1950, versuri)

## D
- Mihai Diaconescu
- Constantin Dragomir (1953 – 2007)

## F
- Mircea Florian (n.1949)

## G
- Radu Gheorghe (n.1951)
- Tudor Gheorghe (n.1945)

## H
- Ion Hagiu (1926 – 1996)
- Ovidiu Haidu (1967 – 2006)
- Ștefan Hrușcă (n.1957)

## I
- Gil Ioniță (1952 – 2004)
- Adrian Ivanițchi (n.1947)

## M
- Ovidiu Mihăilescu
- Ada Milea

## N
- Maria Nagy (n.1957)
- George Nicolescu (n.1950 - d. 2024)
- Nicolae Robu

## O
- Emilian Onciu (1957 – 2008)

## P
- Valeriu Penișoară (1950 – 2004)
- Florian Pittiș (1943 – 2007)

## S
- Marcela Saftiuc (n.1951)
- Victor Socaciu (1953 – 2021)
- Doru Stănculescu (1950 – 2021)
- Tatiana Stepa (1963 – 2009)
- Valeriu Sterian (1952 – 2000)
- Narcisa Suciu (n.1975)

## Ș
- Vasile Șeicaru (n.1951)

## V
- Mircea Vintilă (n.1949)
- Nicu Vladimir (1950 – 1995)